# Andes undulata
Andes undulata är en insektsart som beskrevs av Stsl 1870. Andes undulata ingår i släktet Andes och familjen kilstritar.
Artens utbredningsområde är Filippinerna. Inga underarter finns listade i Catalogue of Life.